# وليام كيلينغ

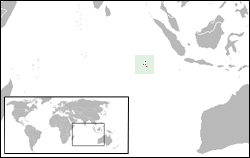
موقع جزر كوكوس(كيلينغ)

 كان الكابتن وليام كيلينغ (1578-1620)، من شركة الهند الشرقية، نقيب في البحرية البريطانية. اكتشف جزر(كيلينغ) في عام 1609 عندما رجع إلى منزله من جاوة إلى انكلترا. سميت الجزر باسمه في وقت لاحق من بعده. توفي في جزيرة وايت.